# Карин, Александр Григорьевич
Александр Григорьевич Карин (ум. 1769) — русский писатель

, поэт и переводчик.

## Биография
Из дворян; старший брат Николая и Фёдора Кариных. Учился в гимназии, потом в Императорском Московском университете; по окончании в нем курса служил в Конном полку и принимал участие в возведении на престол Екатерины II.
В 1762 году Александр Григорьевич Карин был произведен в корнеты, а в 1769 году, находясь в городе Саратове с командой при комиссии по делам Соляной конторы, умер в чине поручика в 1769 году.
Н. И. Новиков в «Опыте исторического словаря о Руских писателях» пишет о Карине:

«… превеликий любитель словесных наук, искусен довольно в некоторых иностранных и в своем природном языке… Его сочинения показывают остроту его разума и многими знающими людьми похваляются. Словом, он превеликую подавал надежду показать в себе хорошего стихотворца».

Отдельно были напечатаны следующие его произведения: 1) «Граф Карамелли», драма комическая в трёх действиях. М. 1759 год; пьеса эта представляет собою переделку комедии Филиппа Детуша: «Le Tambour nocturne, ou le Mari devin»; 2) «Ода на день восшествия на престол Елизаветы». СПб. 1759 г. и 3) «Ода на восшествие на престол Екатерины II». СПб. 1762 г. Мелкие стихотворения печатались в журналах Хераскова: «Полезное увеселение» 1760—1761 гг. и «Свободные часы» 1763 год. Неизданными остались: комедия «Россиянин, возвратившийся из Франции» и трагедия «Антигона», не окончив которую Карин и умер.